# Álomfogó

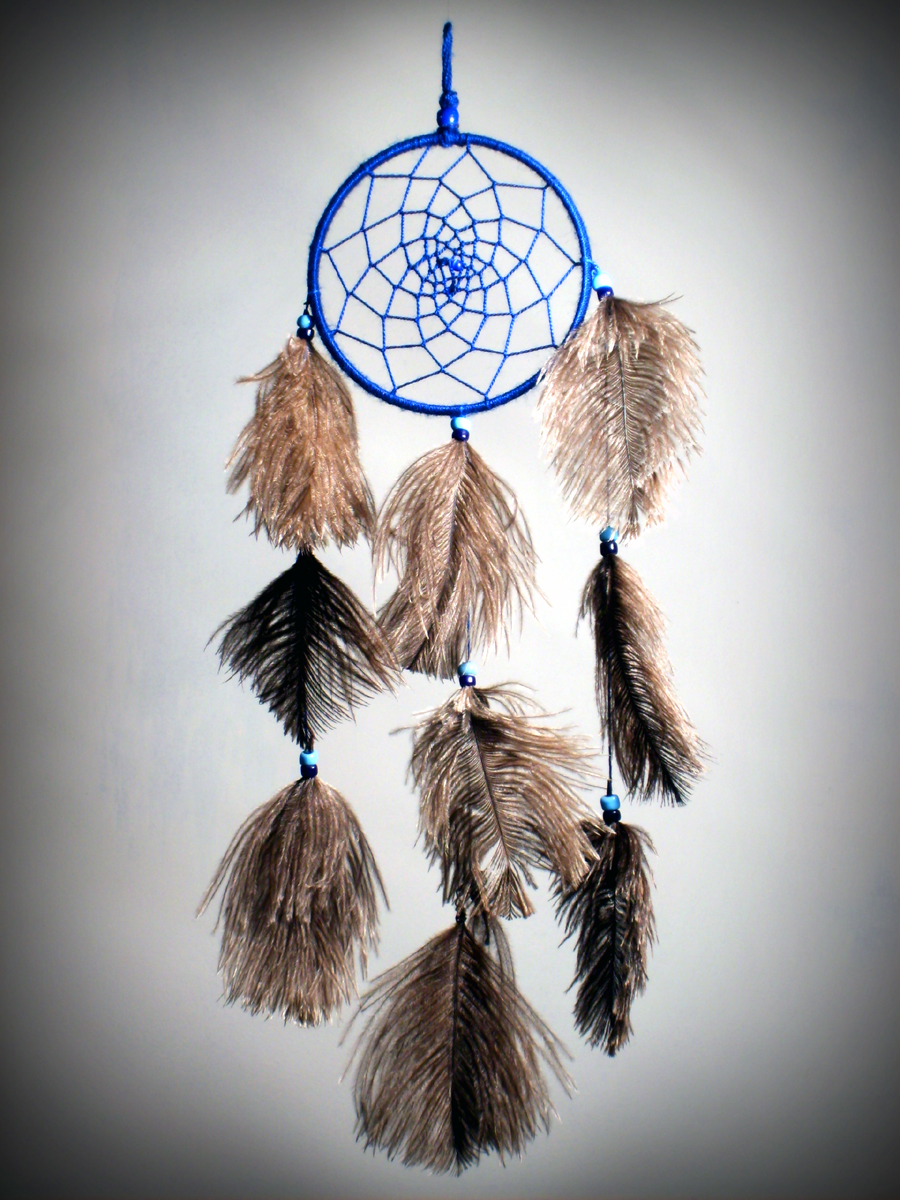
Az álomfogó

Az álomfogó, más néven: álomcsapda (ojibwe nyelven: asabikeshiinh vagy bawaajige nagwaagan) az észak-amerikai indián kultúrában kézzel készült tárgy, aminek alapját fűzfából készült karika adja, melyre laza hálót szőnek. Ezt díszítik személyes, illetve szentelt kiegészítőkkel, például madártollakkal vagy gyöngyökkel.

## Eredet és legenda
Az álomfogó hagyománya az ojibwa törzsből származik, később a cseroki és a kajova törzsre volt igen jellemző a készítése. Azonban az 1960-as 70-es évek pánindián mozgalma során az amerikai őslakosok többi népcsoportja is átvette ezt a szokást. Így lett ez a különböző indián törzsek egységének szimbóluma.
A hagyomány szerint egy kisebb kör vagy könnycsepp alakú keret körül állati ínból vagy vékony fonalból hálót készítenek. Az álomfogót az ágy fölé akasztják, mintegy bűbájként használva, hogy megvédjék gyermekeiket a rémálmoktól. A fűzfából és inakból készült álomfogó nem él örökké, éppen kiszáradásával jelzi, hogy a gyermek átlépett a felnőttkorba. Az indiánok hisznek benne, hogy az álomfogó kiszűri a rossz álmokat: „A jó álmok átjutnak a nyíláson, a rossz álmok viszont csapdába esnek a hálóban, s elvesznek a hajnal fényében.”

## Népszerűsége
Amint az álomfogó hagyománya elterjedt az ojibwa törzsön kívül is, népszerűsége egyre csak nőtt a pánindián közösségek körében, s ma néhány New Age csoport készíti illetve árulja a manapság már csak dísztárgyként használt „álomszűrőt”. Philip Jenkins, a Pennsylvania State University professzora szerint a legtöbb őslakos úgy véli, ez egy nemkívánatos formája a kultúra kisajátításának.